# 1111 w polityce

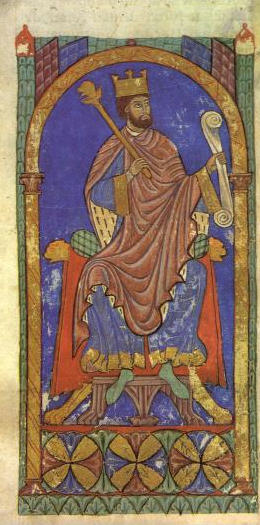
Alfons VII Imperator

Wydarzenia polityczne w 1111 roku.

## Wydarzenia
- Henryk V Salicki zostaje koronowany na cesarza przez papieża Paschalisa II[1].
- Alfons VII Imperator zostaje królem Galicii[2].